# Moure (Felgueiras)
Moure era una freguesia portuguesa del municipio de Felgueiras, distrito de Oporto.

## Historia
Fue suprimida el 28 de enero de 2013, en aplicación de una resolución de la Asamblea de la República portuguesa promulgada el 16 de enero de 2013 al unirse con las freguesias de Lagares, Margaride, Várzea y Varziela, formando la nueva freguesia de Margaride (Santa Eulália), Várzea, Lagares, Varziela e Moure.

## Patrimonio
En el patrimonio histórico-artístico de la antigua freguesia debe reseñarse la Casa de Simāes, una casa solariega de finales del siglo XVII, cuyos elementos más destacados son el portón blasonado, el patio noble y los jardines, con esculturas del siglo XVIII y cinco fuentes escultóricas, de las cuales cuatro representan alegóricamente los continentes conocidos entonces y la quinta a Cupido.